# Anna Warburg

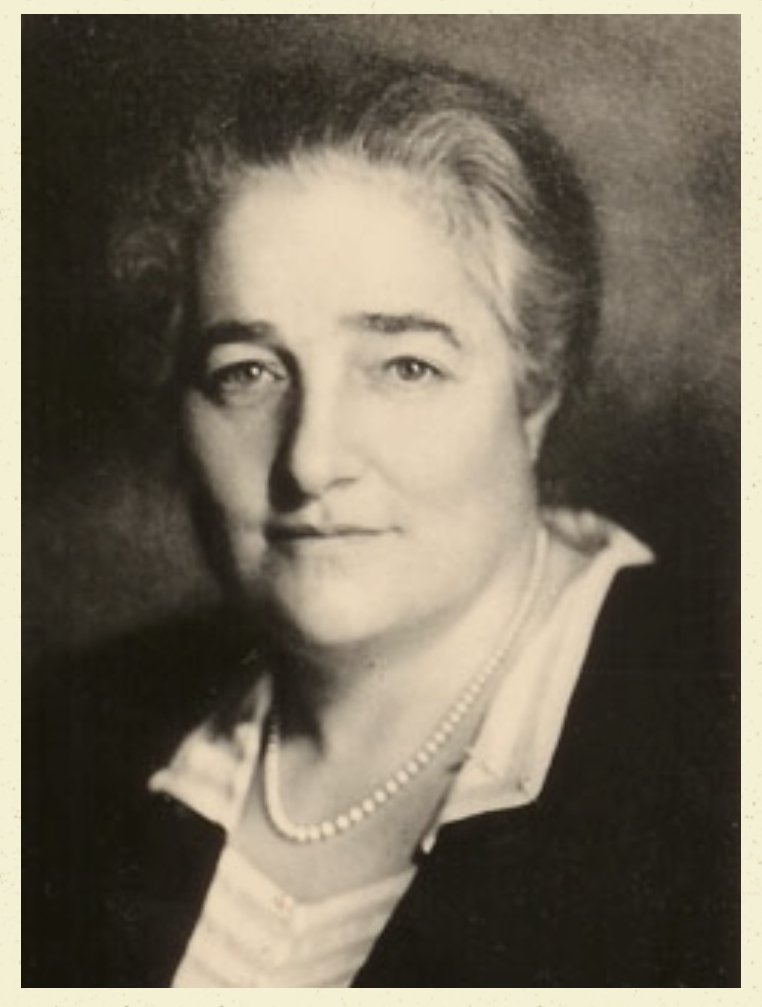
Anna Warburg

Anna Beata Warburg (* 27. Dezember 1881 in Stockholm; † 8. Juni 1967 in Netzer Sereni) war eine Kindergärtnerin und Pädagogin.

## Leben und Wirken
Anna Warburg war die Tochter des Bankiers Siegfried Samuel Warburg und dessen Ehefrau Ellen Josephoson. Als Mitglied der Familie Warburg hatte ihr Vater Jahrzehnte vor ihrer Geburt entschieden, Hamburg aufgrund der orthodoxen Strukturen der jüdischen Gemeinde gen Schweden zu verlassen. Anna Warburg hatte drei Schwestern und wurde ohne den Vater, der früh verstarb, groß. Bereits im Alter von 14 Jahren besuchte sie in Stockholm pädagogische Kurse. Auf Einladung ihres Onkels Aby Warburg ging sie 1896 nach Hamburg. Dort kümmerte sie sich um die Kinder ihres Onkels und besuchte das Fröbel-Seminar. Nachdem sie die Ausbildung abgeschlossen hatte, arbeitete sie für siebeneinhalb Jahre als Kindergärtnerin. Sie betreute dabei Kinder einer Hamburger Familie und arbeitete in einem Kindergarten in Stockholm.

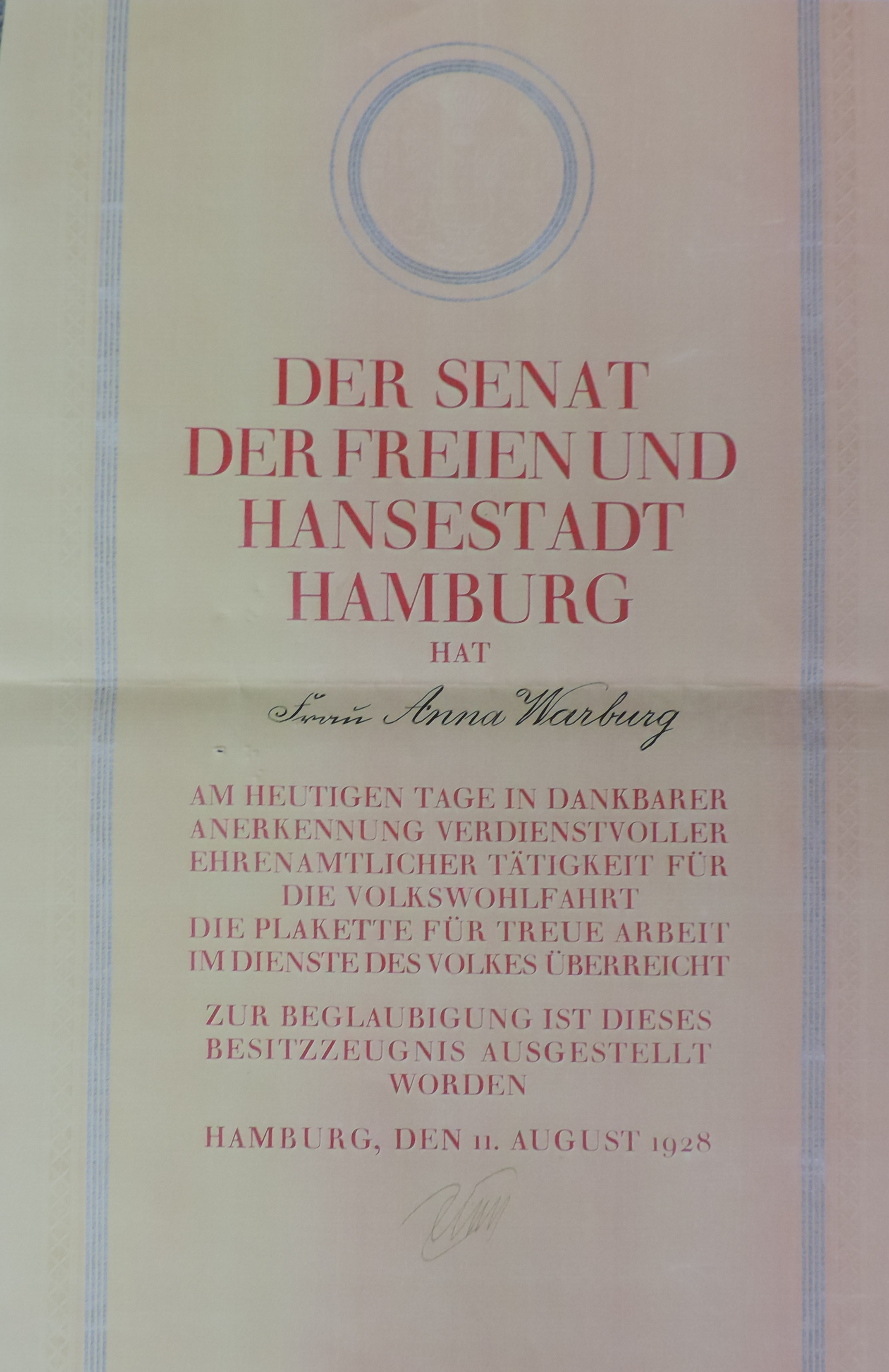
Urkunde der Freien Hansestadt Hamburg zur Verleihung der Plakette für Treue Arbeit im Dienste des Volkes; archiviert im Ida-Seele-Archiv

1908 heiratete sie im Alter von 27 Jahren Fritz Warburg, der ein Vetter zweiten Grades war. Das Ehepaar wohnte in Hamburg erst am Fontenay 5, hatte einen Sommersitz am Kösterberg in Blankenese und bezog später eine Wohnung am Mittelweg 17. Das Ehepaar hatte drei Töchter: Ingrid, Eva und Charlotte Esther (Noni). Anna Warburg stammte aus einfachen Verhältnissen und sah den Reichtum und die Traditionen der in Hamburg lebenden Bankiersfamilie stets kritisch. 1909 ging sie an das Fröbelhaus, an dem sie angehende Kindergärtnerinnen ausbilden sollte. 1910 übernahm sie den Vorsitz der Einrichtung und engagierte sich für Reformen von Warteschulen. Zudem forderte sie, neben den existierenden Kindergärten im Fröbelhaus und einer Einrichtung in Hamburg-Hamm weitere Volkskindergärten einzurichten. Anna Warburgs Vorstellungen wurden schnell umgesetzt, indem 1911 ein weiterer Volkskindergarten in der Wrangelstraße eröffnete. Während des Ersten Weltkriegs verfolgte Warburg ihre Pläne weiter. Auf ihr Bestreben hin eröffnete die Hamburgische Gesellschaft für Wohltätigkeit 1914 eine Abteilung für Kleinkinderfürsorge. 1916 gründete die Gesellschaft eine sogenannte „Musterwarteschule“. Nach diesem Konzept entstanden bis 1918 aus acht bestehenden Warteschulen moderne Kindertagesheime.
Von 1916 bis 1920 lebte Anna Warburg bei ihrer Familie in der schwedischen Hauptstadt. Dort rief sie den schwedischen Fröbel-Verband ins Leben. Zudem freundete sie sich mit Elsa Brändström an. In den 1920er Jahren arbeitete Warburg als Beraterin für August Hellmann, der Direktor der Jugendbehörde in Hamburg war. Sie übernahm den Vorsitz des Schulvereins, der sich 1927 in den „Ausschuss für Kinderanstalten e. V.“ umbenannte. Nach der Machtergreifung musste Anna Warburg aufgrund ihrer jüdischen Herkunft den Vorstand des Vereins Fröbel-Kindergarten verlassen. Zudem trat sie aus dem Fröbel-Seminar aus und gründete ein Seminar für jüdische Kindergärtnerinnen. In dem Familienanwesen auf dem Kösterberg in Blankenese bot sie jüdischen Kindern eine Zuflucht. Zudem ließ sie Wohnbaracken errichten, die von bedrängten jüdische Familien genutzt wurden.
Im Mai 1939 emigrierte Anna Warburg mit ihrer Familie nach Schweden. Ihr Mann war bereits zuvor inhaftiert worden und hatte den für die Ausreise notwendigen Pass auf Vermittlung von Cornelius von Berenberg-Gossler zurückbekommen. Bedingung dafür war, dass der notwendige Geldbetrag 100 jüdischen Kindern sowie mittellosen Personen zugutekam. Nach Ende des Zweiten Weltkriegs wünschte Anna Warburg, die wieder als Kindergärtnerin tätig war, mit der Familie in Schweden zu bleiben. 1961 zog das Ehepaar nach Israel, wo bereits die Töchter Eva und Charlotte Esther lebten. Anna Warburg starb dort im Juni 1967 im Alter von 85 Jahren.

## Das Weiße Haus
Die Kinder von Blankenese ist ein deutsches TV-Dokudrama aus dem Jahr 2010. Ort der Handlung ist das sogenannte „Weiße Haus“ der Familie Warburg in Hamburg-Blankenese. „Der gesamte Besitz auf dem Kösterberg in Blankenese wurde während der nationalsozialistischen Herrschaft requiriert. […] Nach Beendigung des 2. Weltkrieges erhielt Erik Warburg, zurückgekehrt aus dem Exil, die Besitztümer auf dem Kösterberg wie u. a. das Weiße Haus zurück. Für die Unterbringung von Kindern und Jugendlichen, die als Überlebende in den Konzentrationslagern (insbesondere Bergen-Belsen) durch die alliierten Truppen befreit worden waren, stellte die Familie Warburg von 1946–1948 das Weiße sowie das Rote Haus zur Verfügung.“ Im Weißen Haus, auch bekannt als Warburg Chiidrens Health Home, erfuhren die aus dem KZ befreiten Kinder „Zuwendung und Wärme. Ihre Erzieher und Erzieherinnen umarmten sie, küßten sie, kämmten ihnen ihre Haare, umhegten und versorgten die verängstigten Kinder. Die meisten von ihnen haben diese Zärtlichkeit nie vergessen. In Israel gründeten sie einen Verein und hielten immer Kontakt zu Eva Warburg-Unger, der Cousine von Eric Warburg, die sie betreute und heute in Israel lebt.“
Die Familie Warburg beschloss 1948, das Weiße sowie das Rote Haus für soziale Aufgaben zur Verfügung zu stellen. Mit Unterstützung von Erik Warburg wurde 1950 der gemeinnützige Verein „Elsa Brändström Haus im Deutschen Roten Kreuz e.V.“ gegründet.